# WV-HEDW
WV-HEDW (Wilhelmina Vooruit-Hortus Eendracht Doet Winnen) is een amateurvoetbalvereniging uit Amsterdam, Nederland, gevestigd op Sportpark Middenmeer in Amsterdam-Oost.
Anno 2025 is WV-HEDW een kerngezonde, sfeerrijke club van formaat met een prachtige accommodatie, een aanstekelijk terras en acht velden, waarvan vier met kunstgras. De kers op de kaars van de accommodatie is de André Lopes Dias Tribune, bestaande uit twee los van elkaar staande delen (Diemen- en Stadszijde) die in november 2023 werd geopend, tegelijk met de onthulling van de fotogalerij langs het hoofdveld die een indrukwekkende impressie biedt van 115 jaar voetbal (en honkbal) bij Wilhelmina Vooruit, Hortus, EDW, HEDW en WV-HEDW.
In het seizoen 2024-2025 heeft WV-HEDW 115 teams in competitie, waarvan 50 seniorenteams (inclusief 35+ en 45+), 30 van 13 of ouder en 36 onder 13 jaar, waarvan 21 vrouwen/meidenteams. Daarmee staat de club tweede op de ranglijst van grootste clubs in Amsterdam. Als het gaat om het aantal senioren- en veteranenteams is WV-HEDW nog steeds veruit de grootste club van Nederland. Op de ranglijst van hoogst spelende amateurclubs (gebaseerd op het niveau waarop het eerste elftal, de O23 en de hoogste jeugdteams boven 12 jaar spelen) staat WV-HEDW op 35. Het aantal leden bedraagt inmiddels ruim 2100.
Na twee seizoenen in de vierde divisie voetbalt het eerste zaterdagelftal anno 2024-2025 in de eerste klasse KNVB. Het eerste zondagelftal werd in het seizoen 2023-2024 kampioen van de derde klasse en speelt nu dus in de tweede klasse. Het eerste vrouwenteam speelt voor het derde opeenvolgende seizoen in de eerste klasse op zaterdag.

## Geschiedenis

### Wilhelmina Vooruit (1908-1956)
In juni 1906 richtten Louis Aussen (14) en Martijn Sajet (13) samen met zes vriendjes van de HBS hun eigen voetbalclub op onder de merkwaardige naam Uitspanning Door Inspanning (UNI). Sajet zei daar later over: “Het tegengestelde van inspannen is uitspannen dachten wij als schooljongens, maar uitspannen doe je met paarden.” De contributie werd vastgesteld op 2 cent per week. Een van de huisregels luidde: “De spelers mogen elkaar tijdens de wedstrijd geen kwetsende taal toespreken.” Een jaar na de oprichting ging UNI samen met Sparta, een club van iets oudere jongens die beschikten over ‘echte goalpalen’. Zo ontstond in 1907 de nieuwe club Unie Sparta Combinatie (USC). Omdat het niet boterde tussen de twee geledingen, traden ‘de oude Unie-menschen’ uit als lid en richtten op maandagavond 25 mei 1908 een nieuwe vereniging op onder de naam Wilhelmina. De oprichters waren Louis Aussen (voorzitter), Martijn Sajet (secretaris-penningmeester), Piet Mantel, Mau Wijnberg, Hers Cauveren, Arnold van Moppes en Sjim de Vries.
De clubkleuren waren blauw en wit. De eerste aanschaf was ‘een echte voetbal’. Aanvankelijk werd er gespeeld op een grasveldje in het Oosterpark. Daarna op een stukje zand, waar nu de Linnaeusparkweg uitkomt op de Linnaeuskade. Weer later bij de voormalige Parkschouwburg, waar nu korfbalvelden zijn grenzend aan het Wertheimplantsoen. Via de Banstraat, de Kruislaan tegenover Zeeburgia, de Kruislaan tegenover de Oosterbegraafplaats en de Middenweg, kwam Wilhelmina Vooruit in 1939 uiteindelijk terecht op Sportpark Voorland, het veld waar de club vervolgens 59 jaar lang zou blijven.
In oktober 1910 werd Wilhelmina toegelaten tot de tweede klasse van de Amsterdamse Voetbal Bond (AVB), waarin meteen het kampioenschap werd behaald. Het volgende jaar werd die prestatie herhaald in de eerste klasse, waardoor promotie naar de Nederlandse Voetbal Bond (het predicaat Koninklijk kreeg de bond pas in 1929) volgde. Omdat in de NVB al een vereniging met de naam Wilhelmina uit Den Bosch speelde, moest het Amsterdamse Wilhelmina van naam veranderen. Onder de nieuwe naam Wilhelmina Vooruit werd de club in 1912 ingedeeld in de westelijke derde klasse D. In het seizoen 1914-1915 werd Wilhelmina Vooruit ongeslagen kampioen met één punt voorsprong op het Amsterdamse DWS. Normaliter betekende dat promotie naar de tweede klasse, maar vanwege de oorlog en de mobilisatie was dat seizoen de promotie- en degradatieregeling buiten werking gesteld. “Je moet maar boffen”, verzuchtte Sajet jaren later. In 1928 degradeerde Wilhelmina Vooruit naar de vierde klasse, waarin het tot de Tweede Wereldoorlog bleef spelen.
Wilhelmina Vooruit maakte al snel naam vanwege de grootse feesten die de club hield, met toneel- en revuevoorstellingen. Op 1 augustus 1910 verscheen het eerste nummer van het clubblad ‘Onze Revue’. “Geen enkele voetbalclub in Amsterdam bezat destijds een eigen gedrukte krant; zelfs het deftige AFC had ‘slechts’ een gestencild clubnieuws”, schreef Sajet bij het vijftigjarig bestaan. Ook zeer bijzonder was de reis naar Duitsland in 1912: Wilhelmina Vooruit speelde wedstrijden in Essen en Elberfeld. Bondsbestuurders en journalisten woonden het vertrek van de trein naar het Roergebied bij. Wilhelmina Vooruit nam het initiatief tot de oprichting van een jeugdcompetitie. Voor de eigen leden werd een verplichte sportkeuring ingevoerd. Ter gelegenheid van het eerste lustrum werd het ‘Geïllustreerd Sportgedenkboek’ uitgegeven, met een voorwoord door Pierre de Coubertin (de zelf verklaarde oprichter van de moderne Olympische Spelen). Al deze gedenkwaardige prestaties werden geleverd door bestuursleden die toen nog geen eenentwintig jaar oud waren.
Wilhelmina Vooruit was meer dan een voetbalclub, het was één grote familie. Typerend voor het familiegevoel was dat aan de atletiekwedstrijden ter ere van het vijftienjarig jubileum in 1923 naast ‘werkende (=spelende) en ondersteunende leden (niet-spelende leden), ook adspiranten (jeugdleden onder 16), donatrices (niet spelende vrouwelijke leden), vrouwen, verloofden en zusters van leden’ werden uitgenodigd om deel te nemen. In dat jaar telde Wilhelmina Vooruit naast 65 spelende leden maar liefst 109 ondersteunende leden, onder wie 37 donatrices.
Wilhelmina Vooruit was een club met overwegend joodse leden, maar het joods element was niet leidend. De meeste feesten vonden plaats op zaterdag. Het grootste feest was de kerstfuif. Zoals oud-bestuurslid Willem Melkman het verwoordde bij het zeventigjarig bestaan: “In zijn oorsprong bestond Wilhelmina Vooruit uit een stel joodse jongens en groeide al snel uit naar een zeer gemêleerd gezelschap, half joods, half ‘arisch’, half uit de zogenaamde ‘betere’ kringen en half uit de ‘gewone’ stand. Misschien dat deze samenstelling het aparte karakter van WV met zich mee bracht.” Volgens oud-lid David van Minden stonden gezelligheid en gein bij WV voorop. Het was een gemengde club met overwegend joodse leden. De verhouding was ‘zeker negentig tegen tien’: “Het waren geen orthodoxen. Allemaal gojim, zoals wij dat noemen. Vrijzinnig dus.”.
In 1933 vierde Wilhelmina Vooruit het zilveren jubileum met een grote feestavond met de befaamde Fien de la Mar. Wilhelmina Vooruit was in Rijnland en Westfalen een populaire club geworden, maar door de politieke ontwikkelingen in Duitsland werd de bestemming van de jaarlijkse reizen in de jaren dertig verlegd naar Frankrijk.
In het seizoen 1939-1940 namen drie senioren-en twee jeugdteams namens de club deel aan de competitie. Na het op 15 september 1941 door de Duitse bezetters uitgevaardigde verbod voor joden om voortaan sportgelegenheden te betreden, staakte Wilhelmina Vooruit zijn voetbalactiviteiten. De club had toen 73 spelende leden, waarvan 61 joods.
Na de bevrijding maakte de club onder leiding van de bestuursleden Martijn Sajet, Leo van Geuns en Bob Hamel een nieuwe start. In het seizoen 1945-1946 wist Wilhelmina Vooruit één elftal op de been te brengen dat degradatie naar de AVB ternauwernood wist te voorkomen. Het ledental groeide van 40 aan het begin van het seizoen naar 53 in december. In juni 1947 telde Wilhelmina Vooruit honderd leden en nog eens honderd donateurs.
Tot 15 december 1946 moest Wilhelmina Vooruit ook zijn thuiswedstrijden spelen op vreemde bodem. Er moesten gerechtelijke uitspraken aan te pas komen om gymnastiekvereniging Zeeburg te verdrijven van het oude veld op Sportpark Voorland en de eigen doelpalen terug te krijgen.
In 1949 degradeerde Wilhelmina Vooruit naar de AVB. Daar werd het meteen kampioen, waarna om promotie/degradatie gespeeld moest worden tegen . . . vierdeklasser HEDW. De beslissende wedstrijd, die duizenden toeschouwers trok, werd gestaakt bij een 2-1 voorsprong voor HEDW, nadat scheidsrechter J. van Waalwijk van Doorn onwel werd en overleed. De KNVB besloot om beide teams toe te laten tot de vierde klasse. In 1952 promoveerde Wilhelmina Vooruit naar de derde klasse, waarin het nog speelde in 1956 toen de club fuseerde met HEDW.

### Hortus (1912-1931)
Op 18 april 1912 werd Hortus opgericht in Huize Tas op het Rapenburg, in de oude joodse buurt, door onder anderen de zeer jeugdige Aron en David Wijnschenk, S. Duyts en Nathan, ofwel ‘Natie, thans zich noemende Nico’, Nikkelsberg. De oprichting had nogal wat voeten in de aarde, herinnerde Nikkelsberg zich in 1948: “Er waren geen centen voor een vergaderzaaltje. Geen nood echter, want had ik niet een gouden ringetje? Op aanraden van Wijnschenk bracht ik dit naar ‘Ome Jan’ (de lommerd) en de centen voor de zaal waren er.”
De clubkleuren van Hortus waren zwart en wit. Volgens de ledenlijst van 1927-1928 bestond het officiële ‘clubcostuum’ uit: “Trui: zwart-wit vertikaal gestreept, broekje: zwart, kousen: zwart.”. Sinds 1924 speelde Hortus op een terrein aan de Röntgenstraat.
De club begon in de Amsterdamse Volks Voetbal Bond (AVVB) en stootte in 1915 via het kampioenschap van de eerste klasse van de Amsterdamse Voetbal-Bond door naar de NVB. Vier jaar later werd Hortus kampioen van de derde klasse E van de grote bond. Opmerkelijk detail, Wilhelmina Vooruit eindigde als laatste met 0 punten en doelcijfers 3-93! Hortus won de thuiswedstrijd tegen Wilhelmina Vooruit op 6 april 1919 met maar liefst 12-0.
Hortus promoveerde naar de tweede klasse, destijds het op één na hoogste voetbalniveau van Nederland. Bobo Lo Brunt, secretaris van de KNVB, herinnerde zich Hortus nog goed. In de jubileumuitgave ter gelegenheid van het veertigjarig bestaan van HEDW in 1953 schreef hij: “Als de dag van gisteren herinner ik me mijn eerste tocht in De Meer, toen ik o.a. zag waar Hortus haar triomfen vierde. In die dagen was Hortus nl. een club, die er mocht zijn, een sterke tweedeklasser.”
De bekende scheidsrechter H. Boekman noemde Hortus in dezelfde publicatie ‘een oude club die je niet licht vergeet’: “Een van mijn eerste wedstrijden bij de AVB was bij Hortus 2. Later een wedstrijd Hortus-Rapiditas op een angstig klein veld, maar gezellig. Ik zie ze voor mij, de leden van de familie Moffie, Aldewereld e.a. De ijverige secretaris Simon Aldewereld, Duits en hoe ze allen mogen heten. Ik zie ze nog staan, de opgewonden familie-leden, supporters, buurtgenoten, als een van de hardhandige smakkers zelf potig werd behandeld. Hoeveel doden moet ik reeds gestorven zijn, als ik tegen Hortus in mijn onschuld een buitenspel goal toekende, en ik moest na afloop die verwijtende en dodende blikken doorstaan.”
In het eerste seizoen in de tweede klasse eindigde Hortus als derde. Het was de hoogste notering op dat niveau. In 1923 degradeerde Hortus naar de derde klasse, waarin het geen potten kon breken. In het seizoen 1929-1930 eindigde Hortus als laatste met negen punten uit achttien wedstrijden. Hortus redde het vege lijf door de promotie/degradatiestrijd te winnen van EVC uit Edam. Met het sportieve niveau daalde het ledental. Ten tijde van de fusie met E.D.W. in 1931 telde Hortus nog slechts 35 leden.

### EDW (1913-1931)
“Op 8 november 1913 zaten wij, een ploegje opgeschoten bengels, rondom een eenvoudige houten tafel en besloten een voetbalvereniging op te richten. Jongens, vol illusies en idealen, het voorrecht van de jeugd.” Aldus Mozes, bekend als Mau, Verdoner, jarenlang secretaris, over het ontstaan van de club. De andere opgeschoten bengels waren Ben Poons, de eerste voorzitter, Hijman Hakker, Arie Hondsregt en penningmeester Gerrit Witteboon. Oorspronkelijk heette de club Eendracht Maakt Macht. Die naam beviel kennelijk niet (Omdat het de spreuk was van het ook in 1913 opgerichte PSV Eindhoven?) want al na een jaar werd de naam veranderd in Steeds Voorwaarts. Bij de entree in de AVB in 1915 moest de naam opnieuw worden gewijzigd omdat er al een Amsterdamse club met dezelfde naam in de AVB speelde. De nieuwe naam werd Eendracht Doet Winnen, in de regel afgekort tot E.D.W. De club hield zich niet alleen met voetbal bezig, maar ook met atletiek. De clubkleuren waren rood en zwart. De ledenlijst van augustus 1929 omschreef het ‘clubcostuum’ als ‘rood shirt met zwarte verticale band over borst en rug, zwart broekje en zwarte kousen’. E.D.W. was een uitgesproken joodse club met 90 procent Joodse leden, meest gewone jongens uit de arbeiders- en lagere middenklasse. Politiek waren zij overwegend rood.
De eerste twee jaren werd er buiten competitieverband gespeeld op zaterdagmiddag, omdat de meeste spelers op zondag werkten: “Dan speelden we onze gezelligste wedstrijden en wel meestal tegen verschillende scholen, als Amstelschool, Machinistenschool, H.B.S. etc. en vooral niet te vergeten tegen de W.C. (rare naam doch betekent slechts Weesjongens Combinatie)”, schreef columnist IJsco in 1923 in clubblad E.D.W.-Nieuws. Dat gebeurde aanvankelijk op een zandterrein aan de De Lairessestraat in aanleg. Opmerkelijk was dat de prille vereniging wel beschikte over eigen doelpalen. Voor ieder wedstrijd moesten die naar het veld worden gebracht: “Hoe vaak hebben we onze goalpalen niet uit de kelder van de ijssalon moeten slepen, door de straat sjouwen, gaten in ons zandveld graven, twee uur lang ploeteren, om daarna een partijtje te spelen en na afloop dezelfde weg terug”, haalde Verdoner veertig jaar later herinneringen op. Volgens IJsco werden de doelpalen aangeschaft voor de somma van 4 gulden 50, een half weekloon in die tijd.
De eerste wedstrijd op een echt grasveld was het jubileumtreffen met A.D.W. (Aanhouden Doet Winnen) op 8 november 1914 ter gelegenheid van het eenjarig bestaan. E.D.W. won met 4-0. Een jaar later kreeg E.D.W. de beschikking over een grasveld in de Watergraafsmeer en kon de club zijn debuut maken in de derde klasse van de AVB. In het tweede seizoen, 1916-1917, werd E.D.W. kampioen en promoveerde naar de tweede klasse. Ook daar werd de club als promovendus meteen kampioen en volgde promotie naar de eerste klasse. In 1921 werd ‘het eerste doel van de intussen volwassen geworden knapen’ (Verdoner) bereikt, namelijk promotie naar de derde klasse van de NVB. Daarin wist E.D.W. geen potten te breken. Na acht jaar volgde zelfs degradatie naar de inmiddels in het leven geroepen vierde klasse. In 1924 verhuisde E.D.W. naar een veld aan de Kruislaan, naast de velden van Ajax.
Niet alleen op sportief gebied deed E.D.W. van zich spreken. De club verwierf een grote reputatie op het gebied van toneel, operettes en revues. De drijvende kracht hierachter was Gerrit Witteboon alias Otto Webing. Verdoner schreef in 1948: “Men heeft weleens schertsend gezegd: jullie kunnen beter feestvieren dan voetballen. In Otto Webing hadden wij een man die geleidelijk een corps eigen artisten wist te kweken. Hij bracht ons revues die ons werkelijk een naam op dit gebied gaven. Jarenlang heeft hij ons, in samenwerking met Bram Rabbie, die het muzikale gedeelte verzorgde, van zijn kunstproducties laten genieten.” Witteboon was tevens de bedenker van de populaire yell ‘H.O.L.L.A.N.D. Holland spreekt een woordje mee’ ter gelegenheid van de Olympische Spelen van 1928 in Amsterdam. ’
Een van de betere voetballers van E.D.W. in de beginjaren was Jaap de Paauw. Hij speelde als linksbuiten mee in de jubileumwedstrijd in 1914. IJsco schreef er later over in het clubblad: ‘’Ja, Japie was op zijn best, om razend te worden voor iedere verdediging. Zijn voorzetten waren subliem en als ik het goed heb maakte hij zelf ook nog een goal. Je weet wel, zo’n schuine kanjer onder de lat.” Op zijn 25e moest Jaap stoppen met voetballen vanwege een kapot geschopte knie. Van 1915 tot het samengaan met Hortus in 1931 was hij voorzitter van E.D.W. Wegens zijn grote verdiensten werd hij benoemd tot erevoorzitter van de fusieclub. Tijdens de oorlog was Jaap actief in het verzet. Hij werd op 11 november 1943 opgepakt door de Duitsers en in het voorjaar van 1944 ‘ergens in Midden-Europa’ vermoord.
Bij de toetreding tot de NVB telde E.D.W. 83 spelende leden. De club deed doorgaans met vijf teams deel aan de competitie. Met de jeugd lukte het niet erg. Bij het tienjarig bestaan telde de club 90 spelende leden en 80 donateurs (niet-spelende leden). Aan het seizoen 1924-1925 deed E.D.W. mee met vijf senioren en een ‘adspirantenteam’ (jeugd onder 16). Het seizoen daarop had de club zelfs zeven teams: vijf senioren- plus een junioren- en een adspirantenteam. Het verloop onder de leden was groot. De ledenlijst van 1927 maakte melding van liefst 44 vertrekkende leden. Desondanks was het aantal spelende leden in 1929 gegroeid tot 101. De laatste ledenlijst dateerde van augustus 1930, het jaar voor de fusie met Hortus. De club telde toen 94 leden.

### HEDW (1931-1956)
‘De vereenigingen combineerden zich onder den naam HEDW (Jaarverslag KNVB, 1931-1932). Het had meer van een overname. E.D.W. was in ledental bijna drie keer zo groot als het zieltogende Hortus (94 om 35 leden). HEDW nam het clubtenue over van E.D.W. Als datum van oprichting werd 8 november 1913 aangehouden, de oprichtingsdatum van E.D.W. Ies Rabies was voorzitter van 1931-1946. Mau Verdoner was het eerste jaar na de fusie secretaris. HEDW verhuisde regelmatig: het speelde achtereenvolgens op twee locaties aan de Middenweg, aan de Zuidelijke Wandelweg, aan de Weesperzijde en ten slotte op Sportpark Drieburg.
HEDW startte in de derde klasse van de KNVB, maar degradeerde al na één jaar naar de vierde klasse. In 1937 werd Eddy Hamel, de in de jaren twintig razend populaire linksbuiten van Ajax, aangesteld als trainer. In zijn tweede seizoen werd HEDW kampioen, maar het faalde in de nacompetitie om promotie. Een jaar later werd HEDW opnieuw kampioen. Vanwege de oorlogsomstandigheden werd er dat seizoen niet om promotie en degradatie gespeeld. In het laatste seizoen 1940-1941, voordat HEDW door de Duitse bezetter gedwongen werd de voetbalactiviteiten te staken, eindigde HEDW als tweede met 26 punten, na zestien wedstrijden met slechts één nederlaag en vier gelijke spelen, normaliter voldoende voor het kampioenschap. SDW had echter twee punten meer.
Het zilveren jubileum in 1938 had een zwart randje vanwege de ontwikkelingen in Hitler-Duitsland. Naast de traditionele grootse revue-avond speelde HEDW op 20 november 1938 een wedstrijd tegen een Oud-Amsterdams elftal, waarin naast trainer Eddy Hamel ook de oud-Ajacieden keeper Jan de Boer, Henk Anderiesen, Jan de Natris, Piet van Reenen en Johnny Roeg (afkomstig van HEDW) uitkwamen. De opbrengst van het duel was bestemd voor het Comité voor Joodse Vluchtelingen.
Toen HEDW in 1941 gedwongen werd de activiteiten te staken, spraken de bestuursleden af: "Ons werk moet voortgezet worden door de jongeren, die deze tijd zullen overleven". Na de oorlog werd de club ‘na lange aarzeling’ (Verdoner) heropgericht. Michel Agsteribbe herinnerde zich de vergadering in de IJsbreker waarop daartoe werd besloten: “Mensen die je vijf jaar niet gezien hebt, kreeg je toen weer onder ogen. Het was een bijeenkomst waar veel mensen zaten te huilen. Veel jongens waren weg. Negentig procent was weg. Maar we hebben de club toch weer opgericht.” Erelid Mau Verdoner werd de nieuwe voorzitter. De toen zestienjarige Jacques Granaat sloot zich meteen aan: “Alle jongens die nog over waren gingen naar HEDW. Dat was de club als je een joodse jongen was.” Maurits van Thijn werd als lid geworven in het concentratiekamp: “In Auschwitz schopte ik tegen een steentje aan. Bert Thal ziet het en zegt ‘Ik zie dat jij gevoetbald hebt of kunt voetballen.’ Ik antwoord: ‘Ja’. Hij zegt: ‘Nou, als we het kamp uitkomen, dan kom je bij ons voetballen. In HEDW. Ik zeg: ‘Ja, ik kom wel.’ Ik was overtuigd dat we niet zouden overleven. Na de oorlog kwam ik weer met hem in contact. Zegt-ie: ‘Weet je nog wat je mij beloofd hebt? Dat je bij HEDW zou komen voetballen.’ Ik zeg: ‘Dat klopt.’ Zegt-ie: ‘meteen meegaan.’ Dus heb ik me aangemeld.”
HEDW was qua ledental al gauw terug op vooroorlogs niveau. Bij het gedwongen staken van de voetbalactiviteiten in 1941 telde de club 172 leden. Op 1 april 1946 waren het er 124. Het seizoen 1947-1948 begon de club met 173 leden. In de jaren daarna schommelde het aantal leden tussen 171 in 1951 en 132 twee jaar later. In het jaar voor de fusie, telde de club 142 leden (83 senioren, inclusief ereleden en 59 junioren). Met de jeugd zat het destijds wel goed.
In het seizoen 1946-1947 was HEDW weer van de partij in de vierde klasse KNVB. Daar speelde het eerste team tot de fusie in 1956, al ontsnapte HEDW aan degradatie in 1950 toen het met fusiepartner Wilhelmina Vooruit moest strijden om één plaats in de vierde klasse (zie Wilhelmina Vooruit, 1908-1956). In 1952 begon HEDW een zeer succesvolle honkbalafdeling.

### WV-HEDW
Na een hoopvolle herstart vlak na de oorlog kregen Wilhelmina Vooruit en HEDW het moeilijk. Het ledental liep in de jaren vijftig terug. Het ontbrak beide verenigingen aan kader. Daarom werd in 1956 besloten tot een samengaan, ondanks het nodige verzet dat was terug te voeren op  het verschil in achtergrond: “Voor de oorlog was WV de joodse elite, HEDW de joodse middenklasse en AED (Allen Eén Doel) de joodse ‘mindere klasse’. Na de oorlog was Wilhelmina Vooruit nog steeds de rijkere club en HEDW de armere club”, aldus oud-lid Danny de Paauw. Een ander verschil was dat het in ledental veel grotere HEDW (77 om 142, waarvan 59 junioren) jeugd had en Wilhelmina Vooruit niet. De naam werd ‘Wilhelmina Vooruit vereenigd met HEDW’, kortweg Wilhelmina Vooruit-HEDW, al snel afgekort tot WV-HEDW. De fusieclub begon met 152 senioren en 27 jeugdleden. In het eerste elfkoppig bestuur hadden zitting de WV-ers Martijn Sajet (voorzitter), Leo van Geuns (secretaris) en Willem Melkman (commissaris) naast de HEDW-ers Mau Verdoner (tweede voorzitter), Jan Boon (penningmeester) en Jaap Rabbie (tweede penningmeester). Het veld op Sportpark Voorland werd de thuishaven. Daar ook werd het monument opgericht met de twee gedenkstenen voor de omgekomen leden en donateurs van beide clubs.
Naast de sportieve activiteiten zette WV-HEDW de feesttraditie van Wilhelmina Vooruit en HEDW voort. Zo werd het gouden jubileum in 1958 groots gevierd met een spetterende feestavond, een jubileumuitgave van clubblad ‘Onze Revue’ met bijdragen van minister-president Willem Drees en andere Europese regeringsleiders, een honkbalwedstrijd tegen De Volewijckers en een voetbalwedstrijd tegen Holland Sporting Club uit New York.
Het eerste honkbalteam speelde tussen 1958 en 1963 enkele jaren op het hoogste niveau, in de hoofdklasse van de Nederlandse Honkbal Bond. In 1963 ging de honkbalafdeling zelfstandig verder.
De beoogde doelen van de fusie in 1956 -groei in ledental en versterking van het kader- werden niet bereikt. In 1964 telde de vereniging nog slechts één junioren-  en twee seniorenteam. De club kreeg net op tijd een nieuwe impuls door de komst van twee elftallen en een handvol kaderleden van OVVO (Op Volharding Volgt Overwinning). In de jaren zestig namen de oprichters en leden van het eerste uur de een na de ander afscheid als bestuurders. In 1971 bleek WV-HEDW niet alleen organisatorische, maar ook financiële problemen te hebben. Een nieuw bestuur met Harry Polak (voorzitter), André Lopes Dias (secretaris) en Sander Post (penningmeester) pakte de problemen voortvarend aan en legde de solide basis voor een mooie toekomst. Sander Post (bestuurslid sinds 1971, voorzitter van 1978 tot 2002, erevoorzitter sinds 2002, ons ontvallen in 2017) en André Lopes Dias (bestuurslid van 1962 tot 2023, secretaris van 1971 tot 2022, erelid sinds 2006) zorgden voor de nodige continuïteit in het bestuur.
Het vlaggenschip van WV-HEDW begon in 1956 in de derde klasse KNVB, maar degradeerde al na één seizoen naar de vierde klasse en twee jaar later zelfs naar de AVB. In 1968 keerde het terug in de ‘grote bond’, de KNVB. De euforie was slechts van korte duur. Na vier jaar daalde zondag 1 opnieuw af naar de eerste klasse van de AVB. Een seizoen later volgde zelfs degradatie naar de tweede klasse. In 1974 werd de absolute kelder van het amateurvoetbal bereikt, de derde klasse AVB. In de jaren daarna pendelde zondag 1 tussen de twee allerlaagste klassen van het amateurvoetbal.
In 1968 kreeg WV-HEDW een zaterdagafdeling, opgericht onder het motto ‘voor spelers die voor hun zuivere pleizier spelen is het zaterdagvoetbal bij WV-HEDW de aangewezen weg’. Aanvankelijk werd de dienst op zaterdag uitgemaakt door caféteams. In 1971 besloot het bestuur het heft zelf in handen te nemen. Dat, en ook de opening van de nieuwe studentenflats in Diemen in 1972, maakte de weg vrij voor een toevloed van studenten uit Brabant, Zeeland, Limburg, Friesland, etc. In 1983 kreeg zaterdag 1 voor het eerst een eigen trainer, het startpunt van de geleidelijk maar gestage opmars van de tweede klasse AVB naar de hogere regionen van de KNVB, mede dankzij een stevige kwalitatieve impuls van Groninger studenten in de jaren negentig. In 1995, op de valreep van de opheffing van de afdelingen, bereikte zaterdag 1 de KNVB nadat het kampioenschap van de Hoofdklasse AVB werd veroverd in een onvergetelijke beslissingswedstrijd tegen SDW in Noord: 5-1. Tien jaar daarna werd de eerste klasse bereikt, waarin zaterdag 1 in het seizoen 2024-2025 na ups en downs nog steeds speelt. In de jaren 2007-2009 daalde het team zelfs af naar de derde klasse. Met het kampioenschap in 2011 werd de weg naar boven weer ingezet. In 2014 was zaterdag 1 terug in de eerste klasse. Na drie jaar heen-en-weer wist het zich daar te handhaven om in het eerste postcorona seizoen (2021-2022) met een straatlengte voorsprong kampioen te worden en te promoveren naar de vierde divisie (de voormalige hoofdklasse). Het eerste seizoen deed WV-HEDW het nog goed met een eindklassering in het linkerrijtje maar het afgelopen seizoen 2023-2024 eindigde helaas met degradatie naar de eerste klasse.
Met het eerste zondagteam wilde het ook in de eerste twee decennia van de 21e eeuw niet lukken. Een aantal seizoenen (2003 tot 2007, 2011-2012) kon de club zelfs helemaal geen zondag 1 op de been brengen. In 2017 werd er een werd een nieuwe koers ingezet. Zondag 1 werd een doorstroomelftal voor talentvolle jeugdspelers van de club, die nog niet klaar waren voor het hoge niveau van de zaterdagselectie. In luttele jaren stoomde de zondag 2.0. van de vijfde naar de tweede klasse KNVB, waarin het debuteert in het seizoen 2024-2025. Sinds 2022 biedt ook de O23 een doorstroomoptie voor de jeugdspelers van WV-HEDW. In 2024 werd de O23 kampioen van de derde divisie waardoor het in het seizoen 2024-2025 uitkomt in de tweede divisie.
WV-HEDW is groot geworden dankzij de consequente aandacht binnen de club voor de lagere teams onder het motto ‘de recreatieve elftallen doen er toe’. Dit uitgangspunt zorgde ervoor dat WV-HEDW sinds de jaren zeventig gestaag groter werd in de breedte. De zondagafdeling groeide van vier teams in het seizoen 1980-1981 naar acht in 1988-1989. Waar in het seizoen 1982-1983 nog slechts vijf zaterdagteams in stonden geschreven was dat aantal in het seizoen 1988-1989 toegenomen tot negen. In het seizoen 1996-1997 telde de club in totaal (zondag en zaterdag) 396 leden en 24 seniorenteams: 15 op zaterdag, 8 op zondag en een veteranenteam. Het vrouwenteam was na twee mooie jaren (1993-1995) helaas weer verleden. Het veteranenteam overleed in 1998.
In 1997 moest WV-HEDW het veld op Sportpark Voorland verlaten, omdat daar woningbouw was gepland. Van de nood werd een deugd gemaakt: de te krappe behuizing werd ingeruild voor een mooie locatie om de hoek met meer velden op Sportpark Middenmeer. De inmiddels weer gezonde financiële situatie van de vereniging maakte het mogelijk om een fraai clubgebouw neer te zetten. Vanwege de aanhoudende ledengroei werd het aantal kleedkamers sindsdien vermeerderd naar 18 en de kantine vergroot. Op 21 februari 2018 werd De Voorzet geopend, een prominent bijgebouw met kleedkamer, fysioruimte, opbergfaciliteiten en een prachtige ontvangstruimte voor tegenstanders, scheidsrechters en andere gasten.
Bij het honderdjarig bestaan, tien jaar na de verhuizing, was het ledental spectaculair gegroeid naar 1027 leden en telde de club 34 seniorenteams: 21 op zaterdag, 12 op zondag en één nieuw vrouwenteam. Weer tien jaar later was het ledental opgelopen tot 1750. 93 teams namen in het seizoen 2017-2018 deel aan de verschillende competities. Met 38 seniorenteams was WV-HEDW nog steeds de grootste seniorenclub van Nederland, maar de voornaamste groei vond plaats bij de jeugd en de meiden/vrouwen. Het aantal jeugdteams bedroeg inmiddels 51, waarvan 3 teams op divisie-niveau. Het aantal meiden en vrouwen dat voetbalde bij de club steeg van 70 in 2008 tot 200 in 2018: 4 seniorenteams, 6 meidenteams en mini’s.
Nadat WV-HEDW in 2006 weer een vrouwenteam kreeg, dat ging spelen in de vijfde klasse op zondag, werd in 2014 de basis gelegd voor de huidige zaterdagselectie toen de talentvolle MA1 de overstap maakt naar de senioren. Als vrouwen 1 van de zaterdag werden de meiden in hun eerste seizoen kampioen van de vierde klasse. Anno 2024 speelt het eerste zaterdagteam van de vrouwen in de eerste klasse. Vrouwen 2 speelt één klasse lager. Daarnaast spelen er nog twee vrouwenteams op zaterdag, één 30+-team op vrijdag en drie teams op zondag.
Ook kreeg WV-HEDW voor het eerst sinds 1974 weer jeugd. Op 10 mei 2000 was de eerste open dag voor voetballertjes geboren tussen 1990 en 1994. In september begonnen twee jongens- en één meisjesteam aan de competitie. In de jaren daarna groeide de jeugdafdeling als kool, mede dankzij de inzet van de ouders die teams van hun kinderen trainden, floten, begeleidden en vervoerden naar uitwedstrijden. Bij het honderdjarig bestaan had WV-HEDW 19 jeugdteams die deelnamen aan de competitie plus een grote groep mini’s die een onderlinge competitie speelden. Bij het honderdtienjarig bestaan was de jeugdafdeling gegroeid van 400 naar 770 spelertjes en spelers. Ook kwalitatief maakte de jeugdafdeling een sprong voorwaarts door de inzet van spelers van selectieteams als geschoolde trainers. Anno 2024 staat WV-HEDW in de ranglijst van beste jeugdopleidingen van voetbalclubs in Nederland op plek 34.
Het honderdjarig bestaan van WV-HEDW in 2008 werd schitterend gevierd. Op 4 mei werd de viering gepast geopend met een bijzondere herdenking van de in de Tweede Oorlog vermoorde leden en donateurs van Wilhelmina Vooruit en HEDW. In het weekenden daarna werden het Internationaal Verbroederingstoernooi en het Hette Spoelstra Jeugdtoernooi gehouden. De feestmaand werd afgesloten met een weekend vol festiviteiten: het grote feest op vrijdagavond in de Koningszaal van Artis (waar in 1968 het zestigjarig bestaan werd gevierd) met de presentatie van het driedelig jubileumboek, jubileumwedstrijden op zaterdag en een reünie met receptie op zondag die op haar geheel eigen, spontane wijze aan elkaar werd gepraat door Dieuwertje Blok. Bij die laatste gelegenheid had het Hare Majesteit behaagd om erevoorzitter Sander Post en erelid André Lopes Dias te benoemen tot Lid in de Orde van Oranje-Nassau.
Ook de volgende mijlpaal, het honderdtienjarig bestaan, werd uitbundig gevierd op Hemelvaartsdag 10 mei 2018 met voetbal voor jong en oud, de presentatie van het jubileumboek over de laatste tien jaar, een reünie, het Sander Post Festival met acts uit eigen rangen en een afsluitend feest met DJ.

#### Lijst van voorzitters
- 1908-1935 – Louis Aussen (WV; Amsterdam 1892 – oktober 1962)[1]
  - 1912-1927 – Aron Wijnschenk (Hortus; Amsterdam 3 april 1891 – Sobibor 2 juli 1943)
  - 1927-1930 – Maurits Duitz (Hortus; Amsterdam 16 december 1899 – Sobibor 2 juli 1943)
  - 1930-1931 – S. Duyts (Hortus; †)
    - 1913-...? – Ben Poons (EDW; †)
    - ...?-1931 – Jacob de Paauw (EDW, erevoorzitter sinds 1931; Amsterdam 1 september 1897 – Midden-Europa 31 juli 1944)[2]

  - 1931-1945 – Isaac Rabbie (HEDW, erelid; 1901/1902 – Amsterdam 3 februari 1960)
  - 1945-1956 – Mozes (Mau) Verdoner (HEDW, erelid; 1 juni 1897 – Amsterdam 1 februari 1986)
- 1935-1965 – Martijn Sajet (WV en WV-HEDW; Amsterdam 23 augustus 1892 – Hilversum 21 april 1975)
- 1965-1966 – Mozes (Mau) Verdoner (1 juni 1897 – Amsterdam 1 februari 1986)
- 1966-1970 – Henk J. Harmsen
- 1970-1971 – Jan Wiegman
- 1971-1974 – Hartog (Harry) Polak (Amsterdam 5 oktober 1925 – Diemen 24 maart 2007)
- 1974-1976 – Jan Kallenbach
- 1976-1978 – Jan Lenten[3] (circa 1930)
- 1978-2002 – Sander Post (erevoorzitter sinds 2002, bestuurslid 1971-2015; Genemuiden 23 augustus 1946 – 11 januari 2017)[4],[5],[6]
- 2002-2010 – Hette Spoelstra (erelid sinds 2010)
- 2010-2011 – André Lopes Dias (ad interim, erelid sinds 2006)
- 2011-2015 – Casper Hamersma
- 2015-heden – Ronald Nijsen (erelid sinds 2018)[7]

#### Voorzitter Martijn Sajet, bestuurslid van de KNVB
Sajet was lid van diverse commissies van de KNVB, onder meer van de financiële commissie. Toen bestuurslid dr. Van Prooije bondsvoorzitter werd in 1930, nam Sajet diens positie over.
In de zomer van 1940 trad hij ‘uit eigen beweging’ af als bestuurslid. Sajet overleefde de bezetting en nam meteen zijn taak weer op als voorzitter van Wilhelmina Vooruit en in het seizoen 1945-1946 kon de club een elftal op de been brengen. Omdat hij echter zogenaamd vrijwillig was teruggetreden, werd hij na de oorlog niet onmiddellijk herbenoemd in het bestuur van de KNVB. Bondsvoorzitter Karel Lotsy was van mening dat de aangesloten verenigingen daarover dienden te beslissen nadat Sajet zich reglementair kandidaat gesteld zou hebben. Wel hield Lotsy in december 1946 ‘een pleidooi voor de herverkiezing van den heer Martyn Sajet, die wegens abnormale oorlogsomstandigheden zijn functie, waarvoor hij altijd hard werkte, moest vaarwel zeggen. Dat pleidooi had niet direct resultaat, er moest een herstemming plaats vinden en uiteindelijk werd Sajet in maart 1947 herbenoemd tot bestuurslid van de KNVB.
Hij was een fervent tegenstander van de invoering van het betaalde voetbal in Nederland. Zo schreef hij: “De sportjournalisten en radiopraatjesmakers voeren met dezelfde middelen, waar mee Hitler en de zijnen het Duitse volk vergiftigd hebben, propaganda voor het beroepsvoetbal.”
In 1953 was hij een van de drie genoemde kandidaten om Karel Lotsy als bondsvoorzitter op te volgen.
In november 1955 verliet hij het bondsbestuur en werd tegelijk met de eveneens aftredende Otto de Vries en Henk de Munter tot erelid van de KNVB benoemd.
Martijn Sajet bleef aan als voorzitter van Wilhelmina Vooruit en vervolgens van de fusieclub WV-HEDW tot 1965. Hij overleed in 1975.

## Monument
Wilhelmina Vooruit en HEDW waren geen exclusief joodse verenigingen, maar het aantal joodse leden was wel bijzonder groot. In de Tweede Wereldoorlog werden velen van hen vermoord.
Na de Tweede Wereldoorlog hebben zowel Wilhelmina Vooruit als HEDW een gedenksteen gemaakt ter nagedachtenis aan de omgekomen leden. Na de fusie in 1956 werden beide gedenkstenen geplaatst in een stenen monument naast het veld op Sportpark Voorland.
Na de Tweede Wereldoorlog hebben beide clubs op hun toenmalige locatie een gedenksteen neergezet ter nagedachtenis van de in de oorlog vermoorde leden en donateurs. Wilhelmina Vooruit plaatste een namenmonument op Sportpark Voorland, HEDW een collectieve plaquette op Sportpark Drieburg. Na de fusie werden de gedenkstenen samengevoegd tot één monument naast het veld van WV-HEDW op Sportpark Voorland (zo’n driehonderd meter ten oosten van de huidige locatie, waar nu woonwijk Park De Meer ligt).
Bij de verhuizing van WV-HEDW in 1998 naar de huidige locatie op Sportpark Middenmeer waren de leden zéér beslist: het monument moest mee. De twee gedenkstenen werden toen op een nieuwe stenen muur geplaatst. Ook werden er twee glazen platen aangebracht, waarvan één met de namen van de vermoorde HEDW-leden, die immers niet op het oorspronkelijke monument stonden. Daarop stonden 162 leden en donateurs vermeld, waaronder 75 leden van 20 jaar en jonger. De jongste was 13. Jongere slachtoffers waren er niet, omdat je destijds pas vanaf je 12de jaar lid kon worden. De glazen plaat van Wilhelmina Vooruit vermeldde 67 leden en donateurs. Daarvan waren er 49 lid in 1941, waaronder 14 leden van 20 jaar of jonger. De jongste was 14.
Toen WV-HEDW in 2019 zijn accommodatie uitbreidde, werd het monument verplaatst naar zijn huidige plek. Bij die gelegenheid werd de muur uit 1998 vervangen door een metalen achterwand. De door de jaren aangetaste gedenkstenen werden verstevigd.
Sindsdien heeft de Historische Commissie van de club 33 nieuwe namen van vermoorde leden opgespoord aan de hand van Oorlogsbronnen, Joods Monument en Oorlogsgravenstichting, 12 van Wilhelmina Vooruit en 21 van HEDW. Deze namen werden in 2024 toegevoegd aan het monument. 

## Standaardelftallen
Standaardelftallen in het seizoen 2024-2025
Het eerste zaterdagelftal speelt in de eerste klasse. De zondag 1 speelt in de tweede klasse. Vrouwen 1 speelt op zaterdag in de eerste klasse. 

### Resultaten zaterdag 1996-2024
| Seizoen | Klasse | Plaats | Wdstr | Winst | Gelijk | Verlies | Pnt | Voor | Tegen |  |  |  |  |  |  |  |  |  |  |
| 23/24   | 4A     | 14     | 30    | 10    | 2      | 18      | 32  | 62   | 74    |  |  |  |  |  |  |  |  |  |  |
| 22/23   | 4B     | 7      | 30    | 12    | 7      | 11      | 43  | 52   | 55    |  |  |  |  |  |  |  |  |  |  |
| 21/22   | 1A     | 1      | 26    | 19    | 3      | 4       | 60  | 66   | 23    |  |  |  |  |  |  |  |  |  |  |
| 18/19   | 1A     | 10     | 26    | 8     | 6      | 12      | 30  | 57   | 59    |  |  |  |  |  |  |  |  |  |  |
| 17/18   | 1A     | 6      | 26    | 12    | 8      | 6       | 44  | 56   | 37    |  |  |  |  |  |  |  |  |  |  |
| 16/17   | 2A     | 1      | 26    | 18    | 3      | 5       | 57  | 63   | 26    |  |  |  |  |  |  |  |  |  |  |
| 15/16   | 1B     | 11     | 26    | 7     | 7      | 12      | 28  | 44   | 47    |  |  |  |  |  |  |  |  |  |  |
| 14/15   | 2A     | 1      | 26    | 16    | 2      | 8       | 50  | 63   | 29    |  |  |  |  |  |  |  |  |  |  |
| 13/14   | 1B     | 11     | 26    | 6     | 11     | 9       | 29  | 37   | 43    |  |  |  |  |  |  |  |  |  |  |
| 12/13   | 2A     | 1      | 26    | 18    | 6      | 2       | 60  | 78   | 36    |  |  |  |  |  |  |  |  |  |  |
| 11/12   | 2A     | 6      | 26    | 13    | 2      | 11      | 41  | 63   | 45    |  |  |  |  |  |  |  |  |  |  |
| 10/11   | 3C     | 1      | 26    | 19    | 5      | 2       | 62  | 65   | 32    |  |  |  |  |  |  |  |  |  |  |
| 09/10   | 3C     | 5      | 22    | 11    | 4      | 7       | 37  | 41   | 35    |  |  |  |  |  |  |  |  |  |  |
| 08/09   | 2A     | 11     | 22    | 7     | 2      | 13      | 23  | 29   | 47    |  |  |  |  |  |  |  |  |  |  |
| 07/08   | 1A     | 12     | 22    | 3     | 0      | 19      | 9   | 12   | 59    |  |  |  |  |  |  |  |  |  |  |
| 06/07   | 1A     | 8      | 22    | 9     | 2      | 11      | 29  | 25   | 34    |  |  |  |  |  |  |  |  |  |  |
| 05/06   | 1A     | 9      | 22    | 9     | 1      | 12      | 28  | 31   | 47    |  |  |  |  |  |  |  |  |  |  |
| 04/05   | 2A     | 1      | 22    | 16    | 2      | 4       | 50  | 71   | 43    |  |  |  |  |  |  |  |  |  |  |
| 03/04   | 2B     | 5      | 22    | 9     | 7      | 6       | 34  | 38   | 31    |  |  |  |  |  |  |  |  |  |  |
| 02/03   | 2A     | 2      | 22    | 13    | 5      | 4       | 44  | 58   | 37    |  |  |  |  |  |  |  |  |  |  |
| 01/02   | 2B     | 8      | 22    | 10    | 1      | 11      | 31  | 44   | 39    |  |  |  |  |  |  |  |  |  |  |
| 00/01   | 2B     | 9      | 22    | 7     | 6      | 9       | 27  | 38   | 43    |  |  |  |  |  |  |  |  |  |  |
| 99/00   | 2A     | 3      | 22    | 14    | 3      | 5       | 45  | 68   | 24    |  |  |  |  |  |  |  |  |  |  |
| 98/99   | 2A     | 7      | 21    | 8     | 6      | 7       | 30  | 35   | 32    |  |  |  |  |  |  |  |  |  |  |
| 97/98   | 2A     | 8      | 22    | 9     | 3      | 10      | 30  | 43   | 46    |  |  |  |  |  |  |  |  |  |  |
| 96/97   | 3C     | 1      | 22    | 17    | 2      | 3       | 53  | 65   | 30    |  |  |  |  |  |  |  |  |  |  |
| 95/96   | 4D     | 3      | 22    | 9     | 9      | 4       | 36  | 43   | 31    |  |  |  |  |  |  |  |  |  |  |

### Competitieresultaten zaterdag 1996–heden
| 3 4D |

| 1 3C |

| 8 2A |

| 7 2A |

| 3 2A |

| 9 2B |

| 8 2B |

| 2 2A |

| 5 2B |

| 1 2A |

| 9 1A |

| 8 1A |

| 12 1A |

| 11 2A |

| 5 3C |

| 1 3C |

| 6 2A |

| 1 2A |

| 11 1B |

| 1 2A |

| 11 1B |

| 2 2A |

| 6 1A |

| 10 1A |

| X 1A |

| X 1A |

| 1 1A |

| 7 B |

| 14 A |

| Hoofdklasse/4e Divisie | Eerste klasse | Tweede klasse | Derde klasse | Vierde klasse |

2017: de beslissingswedstrijd op 20 mei bij EVC om het klassekampioenschap in 2A werd met 2-1 (na verlenging) gewonnen van BOL.

### Competitieresultaten zondag 1957–2024
| 12 3C |

| 10 4E |

| 12 4F |

|  |

|  |

|  |

|  |

|  |

|  |

|  |

|  |

|  |

| 9 4F |

| 4 4F |

| 11 4F |

| 11 4F |

|  |

|  |

|  |

| 8 7B |

|  |

|  |

| 5 7B |

| 8 6B |

| 9 5D |

| 12 5D |

|  |

|  |

|  |

|  |

| 8 6C |

| 13 6C |

| 12 6C |

|  |

| 7 6B |

| 6 6B |

| 11 6B |

| 6 6B |

| 9 5D |

| 10 5D |

| 12 5C |

| 1 5D |

| -- 4E |

| -- 4E |

| 3 4E |

| 1 4D |

| 1 3C |

| Derde klasse | Vierde klasse | Vijfde klasse | Zesde klasse | Zevende klasse |

In elke staaf van de grafiek staat van boven naar beneden vermeld: 
- Eindnotering

Dit is de positie die de club heeft bereikt in de competitie, zonder eventuele beslissings-, play-off- of nacompetitiewedstrijden die nodig zijn geweest om bijvoorbeeld de kampioen van de competitie te bepalen.
Indien een * achter het getal staat is de notering een tussenstand en kan het zijn dat de notering niet overeenkomt met de uiteindelijke eindstand van de competitie.
Staat er een - dan is het seizoen nog bezig en is er geen definitieve uitslag bekend.
Staat er xx op de positie van de notering, dan heeft de club vroegtijdig de competitie verlaten. Dit kan onder andere komen door terugtrekking van het team, faillissement van de club of door een uitgedeelde straf van de KNVB. In veel gevallen staat elders in het artikel de reden vermeld.
Staat er een ? dan is het resultaat uit het verleden onbekend, en is alleen de competitie of het niveau bekend van dat seizoen.
In de seizoenen 2019/20 en 2020/21 werd wegens de coronacrisis het amateurvoetbal afgebroken. Daardoor kennen deze staven geen eindklassering (middels -- weergegeven).
- Competitieniveau en afdelingsletter of Officiële eindstand Eredivisie
  - Competitieniveau en afdelingsletter

Hierbij geeft het getal het niveau weer, dat ook terug te vinden is in de legenda. De letter is de afdelingsaanduiding en wordt gebruikt wanneer er meer afdelingen zijn op hetzelfde niveau. De afdelingsletter is altijd een hoofdletter en wordt meestal zonder nummer gebruikt.
Voorbeeld: 2F is niveau 2e klasse competitie F.
Het competitieniveau en nummer wordt niet vermeld wanneer er slechts één competitie van dit niveau was.
  - Officiële eindstand Eredivisie (getal staat tussen haakjes vermeld)

Sinds de introductie van play-offwedstrijden voor Europees voetbal na afloop van de reguliere competitie in 2005/06, is de KNVB verplicht een eindstand van de Eredivisie door te geven aan de UEFA aan de hand van deze play-offwedstrijden.
Bij deze eindstand staan clubs die zich hebben gekwalificeerd voor Europees voetbal hoger dan clubs die zich niet wisten te kwalificeren. Indien er geen verschil was tussen de eindnotering en de officiële eindstand, staat dit getal niet vermeld.

- Onderafdeling

Hier staat afgekort de naam van de onderafdeling indien de club in dat jaar in een onderafdeling uitkwam. Tevens staat deze afkorting in de legenda en wordt gelinkt naar het artikel over deze onderafdeling. Deze afkorting wordt alleen vermeld wanneer de club in het verleden in verschillende onderafdelingen heeft gespeeld. Deze vermelding is in de staaf altijd in kleine letters. Deze onderafdelingen zijn na het seizoen 1995/96 afgeschaft. Heeft de club in slechts één onderafdeling gespeeld, dan is dit alleen terug te vinden in de legenda.
Onder de staaf staat het jaartal vermeld waarin het seizoen is afgesloten. 15 verwijst naar het seizoen 2014/15 of eventueel het seizoen 1914/15.
Wanneer een staaf leeg is, zijn deze gegevens niet bekend. Het kan ook zijn dat de club dat seizoen niet heeft meegespeeld op het hogere amateurniveau, vroegtijdig de competitie heeft verlaten of uit de competitie is gezet.

In het seizoen 1944/45 was er wegens de Tweede Wereldoorlog geen regulier competitievoetbal.

## Bekende (oud-)spelers/ trainers
- Karel Blits
- Jordi Blom
- Jan van Diepenbeek (speler en trainer)
- Eddy Hamel (trainer)
- Cor van der Hoeven
- Ibrahim El Kadiri
- Immanuel Pherai
- Liv Rademaker
- Johnny Roegg
- Marcel Valk (trainer)
- Lily Yohannes

## Uitdrukking
De uitdrukking ‘Wilhelmina Vooruit’ met de betekenis ‘vrouw met grote boezem’ zou volgens Van Dale van de naam van de club kunnen zijn afgeleid.
Voormalig: AFC "Sport" · Ambon · FC Amsterdam · V.V. Amsterdam · ASSV · VV De Beursbengels · FC Blauw-Wit Amsterdam · Blauw-Wit Osdorp · B.P.C. · CDW · FC Chabab · D.E.C. · VV DIB · D.N.C. · DWV · SC De Eland · Energia · SC Fenerbahçe · ASV De Germaan · KBV · N.E.C. '75 · AFC Neerlandia · Neerlandia/SLTO · New Amsterdam · FC Nieuwendam · SC Nieuwendam · ODOS · Oriënt · P en T · RAP · SCZ '58 · Sparta Amsterdam · Sporting Amsterdam · Sporting Noord · SV Osdorp · Osdorp/Sport · SLTO · Avv SPORT · Türkiyemspor · De Volewijckers · Volharding · SC Voorland · ZRC Herenmarkt